# Beaver Falls (televisieserie)
Beaver Falls is een Britse televisieserie, bedacht door Iain Hollands en geproduceerd door het onafhankelijke Company Pictures. Het eerste seizoen bestaat uit zes afleveringen, die in februari 2011 werden opgenomen in Zuid-Afrika. De eerste aflevering werd uitgezonden op 27 juli 2011 op de digitale zender E4.

## Scenario
Drie Britse jongens (Flynn, Barry en A-rab) zijn geslaagd van de Oxford Brookes University. Ze hebben een baantje weten te regelen op een Amerikaans vakantiekamp, genaamd Beaver Falls, en hopen op een plezierige zomer, maar hun dromen lijken in rook op te gaan als blijkt dat ze een groep buitenbeentjes moeten leiden. Flynn probeert met zo veel mogelijk meisjes seks te hebben, A-rab leert met zijn liefdesverdriet om te gaan en Barry heeft een oogje op een meisje dat al een vriend heeft.

## Rolverdeling
- Sam Robertson als Flynn/Andrew Spencer
- John Dagleish als Barry/David Fletcher
- Arsher Ali als A-Rab/Adil Hussain
- Natasha Loring als Kimberly/Mez
- Kristen Gutoskie als Rachael
- Jon Cor als Jake/Robbo
- Todd Boyce als Bobby
- Alison Doody als Pam
- Alex Wall als Thurston
- Ben Hawkey als Rick Junior